# جون بارنت
جون بارنت (بالإنجليزية: John Barnett)‏ هو لاعب دوري الرغبي أسترالي، ولد في 19 يناير 1880 في نيوساوث ويلز في أستراليا، وتوفي في 2 أكتوبر 1918 في Parramatta ‏ في أستراليا.

## وصلات خارجية
- جون بارنت عل موقع إسبنسكروم (الإنجليزية)
- جون بارنت على موقع اللجنة الأولمبية الدولية (الإنجليزية)
- جون بارنت على موقع أوليمبيديا (الإنجليزية)
- جون بارنت على موقع اللجنة الأولمبية الأسترالية (الإنجليزية)